# Collégiale Saint-Omer de Lillers
La collégiale Saint-Omer est une église romane située à Lillers, dans le Pas-de-Calais. Elle fut édifiée dans la première moitié du XIIe siècle. Il s'agit du plus grand édifice roman du nord de la France (Nord et Pas-de-Calais), et surtout l'un des derniers subsistants parmi les nombreux édifices romans construits dans la région au Moyen Âge.

## Historique
La collégiale Saint-Omer fut construite entre 1125 et 1135 sur des fondations préexistantes du  milieu du XIe siècle, par le seigneur de Lillers, Wenemar, à la suite d'un pèlerinage à Rome. Elle est dédiée à saint Omer, évêque apôtre de l'Artois et de la Flandre au VIIe siècle. 
L'église a été restaurée aux XVIe et XVIIe siècles. Elle était un lieu de pèlerinage du Christ du Saint-Sang. Elle a été classée en 1875. La façade occidentale s'est effondrée en 1971 et a été restaurée. 
C'est là qu'ont été célébrées les funérailles de Lola Daviet, le 24 octobre 2022,,.

## Architecture et décor intérieur
Camille Enlart s'oppose à un commencement de la construction de la collégiale actuelle dès l'établissement d'un chapitre de chanoines réguliers, en 1043. Il date l'église de la première moitié du XIIe siècle, et plus probablement de 1120 à 1140 et considère que la construction a commencé par le chœur.
D'après Hans Reinhardt (1902-1984), le chœur de la collégiale Saint-Omer reproduit un modèle bourguignon et son modèle semble être le chœur de la église priorale Notre-Dame de La Charité-sur-Loire dont tous les éléments de l'élévation sont semblables qui était terminée vers 1107.

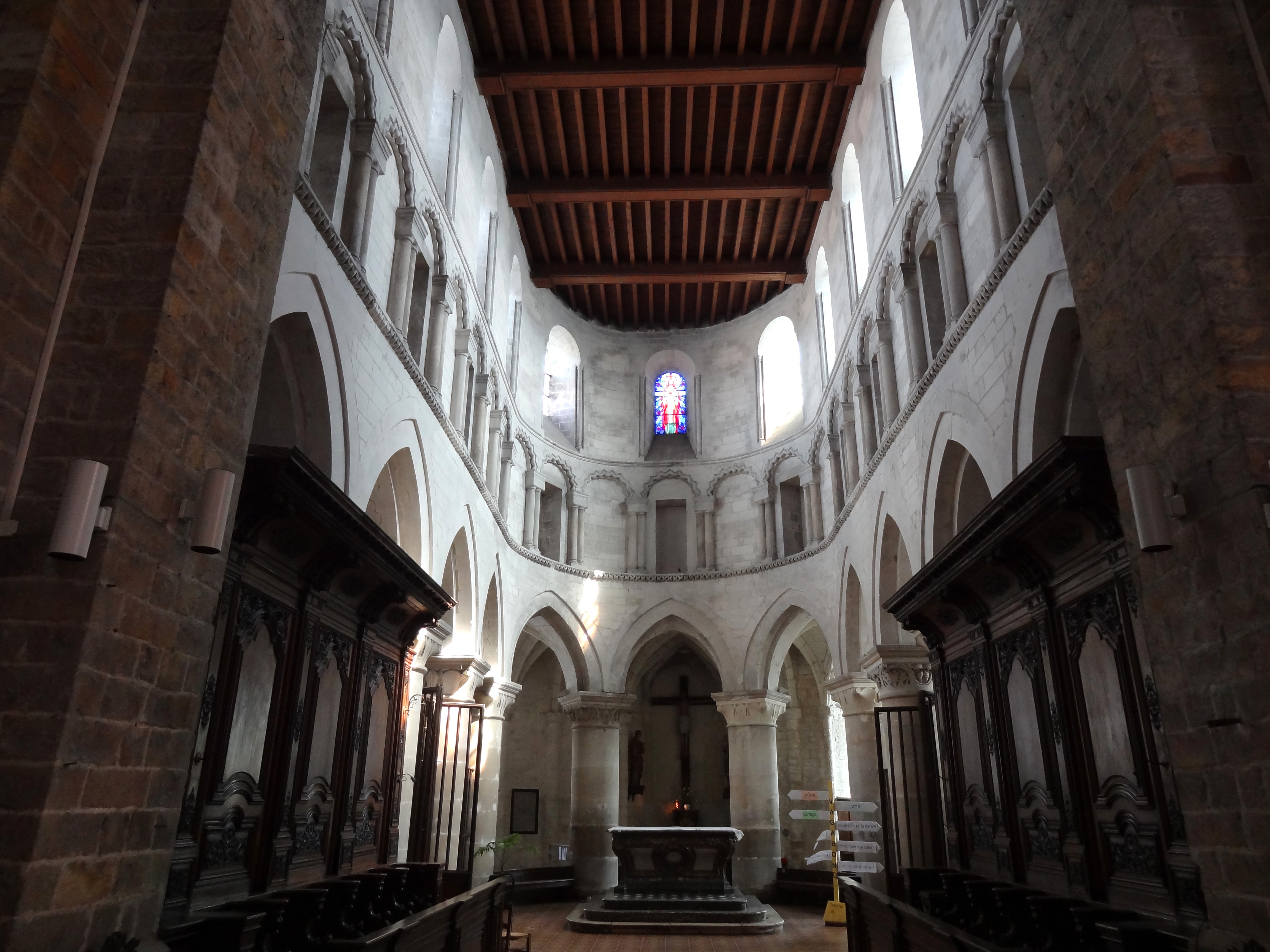
Chœur de la collégiale Saint-Omer
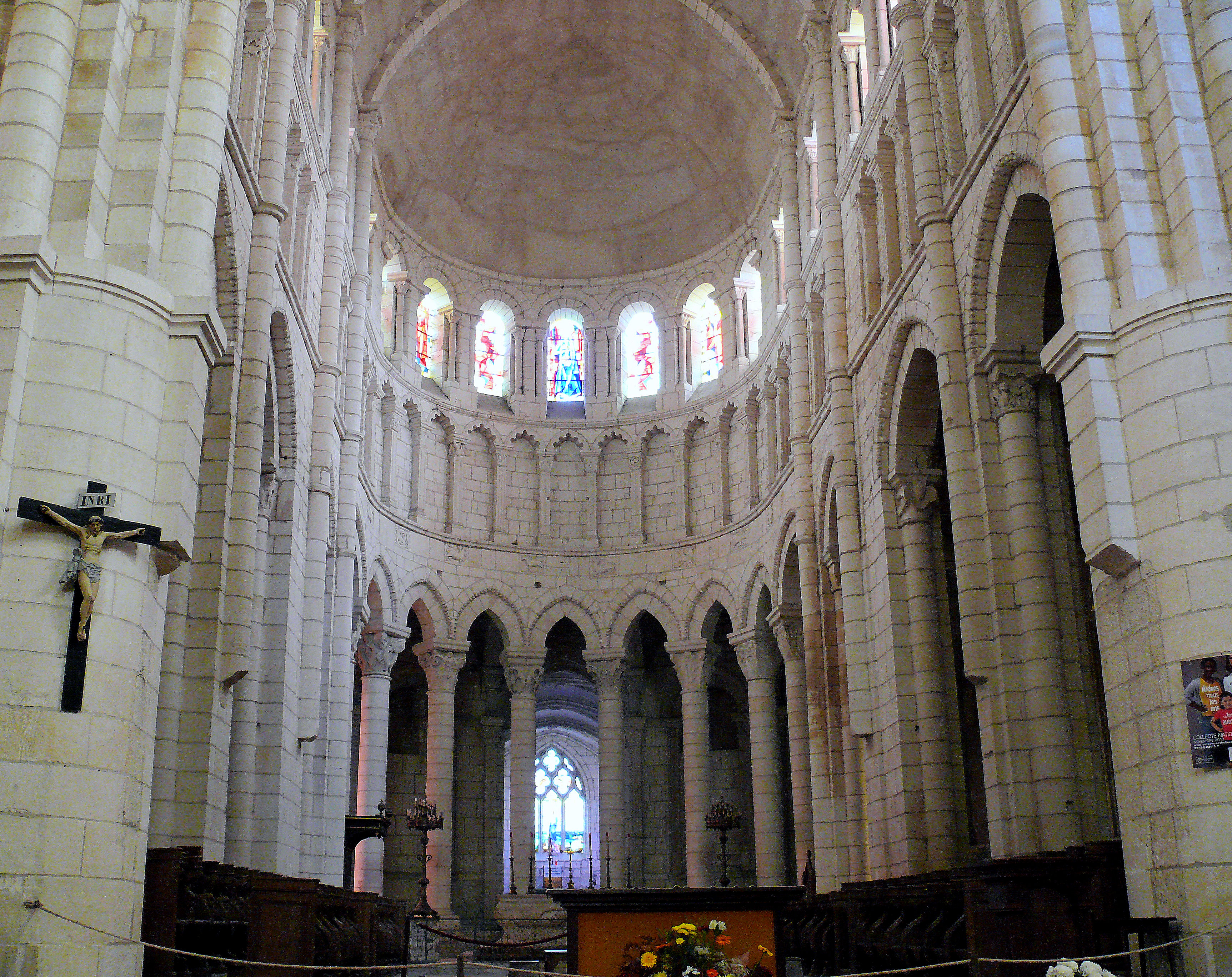
Chœur de la priorale Notre-Dame de La Charité-sur-Loire
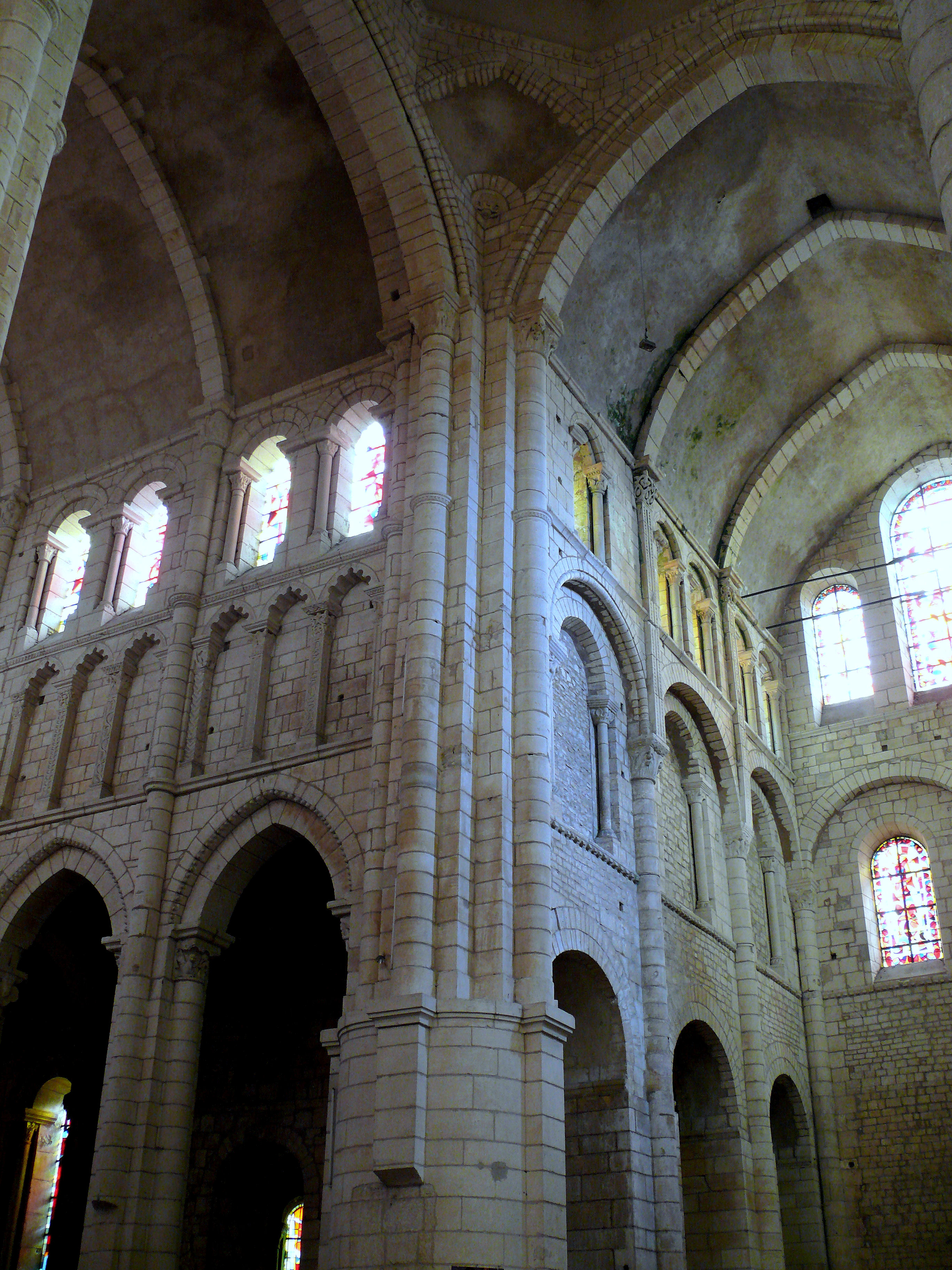
Élévations du chœur et du transept de La Charité-sur-Loire

Pierre Héliot conteste cette hypothèse en partant de l'analogie de la nef avec celles de l'école romane normande et propose aussi une influence normande pour le chœur.
La collégiale est en forme de croix latine avec deux hauts bas-côtés et trois chapelles. Un déambulatoire se trouve derrière le chœur. On remarque au fond du chœur un haut crucifix montrant le Christ du Saint-Sang datant du XIIe siècle et objet d'un miracle. Il est couronné, a les pieds joints et montre des membres démesurés. Le chœur avec ses chapiteaux en « feuilles d’eau » est décoré de boiseries du XVIIIe siècle. Il y a une dalle funéraire datant de 1639.
Parmi les vitraux, l'on distingue celui de saint Roch, celui de sainte Thérèse et celui de l'Annonciation, restaurés en 2014. La façade occidentale montre un portail surplombé de deux fenêtres jumelles. Au-dessus se trouve une rangée aveugle de neuf colonnes sous une rose de pierre. Une tour centrale carrée se dresse au-dessus de la croisée. Chaque côté est éclairé de deux fenêtres.

## Culte
Le culte dépend du diocèse d'Arras. La messe dominicale dans cette collégiale est célébrée deux fois par mois.

## Tourisme
La collégiale Saint-Omer est le plus grand édifice roman de toute la partie nord de la France. Le site est ouvert au public pour les Journées du Patrimoine.